# Xã Eden, Quận Ness, Kansas
Xã Eden (tiếng Anh: Eden Township) là một xã thuộc quận Ness, tiểu bang Kansas, Hoa Kỳ. Năm 2010, dân số của xã này là 71 người.